# Jörgen Sundqvist (Skirennläufer)
Nils Jörgen Sundqvist (* 1. Mai 1962 in Arvidsjaur, Norrbotten) ist ein ehemaliger schwedischer Skirennläufer. Er gehörte ab Mitte der 1980er im Schatten von Ingemar Stenmark zu den beständigsten Slalom- und Riesenslalomfahrern seines Landes und nahm zweimal an Olympischen Winterspielen teil.

## Biografie
In der Saison 1982/83 gewann Sundqvist die Gesamt- und Slalomwertung des Nor-Am Cup. Im Alpinen Skiweltcup machte er zum ersten Mal im Februar 1983 auf sich aufmerksam, als er als 20-Jähriger beim Doppelrennen im heimischen Gällivare mit einem 11. und einem 8. Platz die ersten Weltcuppunkte errang. Ein Jahr später gelang ihm bei einem vorolympischen Riesenslalom im österreichischen Kirchberg in Tirol mit Rang 3 die einzige Podiumsplatzierung seiner Karriere. Zwischen 1983 und 1988 konnte Sundqvist bei Weltcuprennen neun Mal unter die besten Zehn fahren.
Für sein Heimatland nahm er 1984 und 1988 an den Olympischen Winterspielen teil. 1985 und 1987 war er Teilnehmer der Alpinen Skiweltmeisterschaften und von 1984 bis 1988 wurde er viermal schwedischer Meister.

## Erfolge

### Olympische Winterspiele
- Sarajevo 1984: ausgeschieden im Riesenslalom
- Calgary 1988: 22. Riesenslalom

### Weltmeisterschaften
- Bormio 1985: ausgeschieden im Riesenslalom
- Crans-Montana 1987: 17. Riesenslalom

### Weltcup
- Ein Podestplatz und weitere acht Top-10-Ergebnisse

### Weitere Erfolge
- Gewinn der Gesamt- und Slalomwertung des Nor-Am Cup in der Saison 1982/83
- 4 schwedische Meistertitel:
  - Slalom: 1986 und 1988
  - Riesenslalom: 1984 und 1986